# 티맥스소프트
티맥스소프트는 1997년 6월에 설립한 기업용 소프트웨어 전문기업이다. 박대연 전 한국과학기술원 교수가 최초로 창업했다. 대한민국 경기도 성남시에 본사가 있다. 1997년 설립 당시에는 미들웨어 전문기업이었으나, 현재 온프레미스(구축형), 클라우드 등 다양한 시스템 환경에 최적화한 소프트웨어를 통해 국내와 글로벌 기업의 디지털 전환을 지원하는 회사로 성장했다. 웹서버 '웹투비(WebtoB)', 웹애플리케이션서버(WAS) '제우스(JEUS)'로 국내 미들웨어 시장 1위를 지키고 있다. 메인프레임 현대화 솔루션 '오픈프레임(OpenFrame)'을 통해 기업의 클라우드 전환을 지원하는 사업으로 해외 시장에서도 두각을 나타내고 있다. 국내외 성공 레퍼런스만 4,000건 이상에 달한다.

## 연혁
1997년 세계 두 번째로 대한민국 최초 표준 TP모니터 제품 티맥스(Tmax)를 개발하고, 2000년에는 제우스(JEUS), 웹투비(WebtoB)를 출시했다. 2001년 J2EE 1.2 인증을 받았고, 이듬해에 J2EE 1.3인증 를 받는다.
2001년 ㈜티맥스소프트로 일본 법인을, 이듬해에는 미국 법인을 설립했다. 
2003년에 애니링크(AnyLink)와 티베로(Tibero)를 출시했으며, 세계 최초 J2EE 1.4 인증을 받았다. 분당 서현동에 R&D 센터 오픈했다. 2004년 오픈프레임(OpenFrame), 제우스 5.0, 비즈마스터(BizMaster), 시스마스터(SysMaster)를 출시했다. 2005년 프로프레임(ProFrame) 출시하고 가트너 EAS 매직쿼더런트(2Q’05)를 편입했다.
2006년 세계 최초로 Java EE 5 인증을 받았으며, 2003, 2004, 2008년도에 대한민국 WAS시장에서 1위(IDC코리아)를 기록했다.
이어 2013년 제우스 8로 Java EE 7 인증을 세계 최초로 받았다.
하지만 2022년 3월, 티맥스소프트가 사모펀드 스카이레이크로 매각되면서 티맥스그룹과는 분리됐었다. 이후 2024년 8월 스틱인베스트먼트와 캑터스프라이빗에쿼티(캑터스PE)로부터 자금을 조달한 티맥스그룹이 티맥스소프트를 재인수했으나, 2024년 12월 티맥스데이터 지분 전량이 스틱인베스트먼트·캑터스프라이빗에쿼티 컨소시엄에 양도되면서 티맥스소프트와 티맥스티베로는 독립경영 체제를 맞았다.

## 제품
티맥스소프트의 제품군은 크게 미들웨어, 메인프레임 현대화(리호스팅, 리팩터링 등), 인터페이스 프레임워크, 비즈니스 프레임워크, 시스템 매니지먼트 제품들로 구성되어 있다.
- 인터페이스 프레임워크: 애니링크, 프로버스
- 비즈니스 프레임워크: 프로프레임, 프로룰, 프로팩토리
- 미들웨어: 제우스, 웹투비, 티맥스, 인피니캐시
- 시스템 매니지먼트: 시스마스터
- 메인프레임 현대화(리호스팅, 리팩터링): 오픈프레임

## 재무정보
티맥스소프트의 재무는 다음과 같다.
| 연도       | 2020년  | 2021년   | 2022년   | 2023년   | 2024년   |  |
| 매출       | 985억원 | 1180억원 | 1401억원 | 1560억원 | 1283억원 |  |
| 영업이익   | 394억원 | 529억원  | 622억원  | 650억원  | 424억원  |  |
| 당기순이익 | 159억원 | 350억원  | 438억원  | 587억원  | 449억원  |  |